# Partidul Tisza
Partidul Respect și Libertate (în maghiară Tisztelet és Szabadság Párt [ˈtistɛlɛt ˈeːʃ ˈsɒbɒt͡ʃːaːɡ ˈpaːrt], TISZA), cunoscut și ca Partidul Tisza (în maghiară Tisza Párt [ˈtisɒ ˈpaːrt]), este un partid politic populist, conservator și creștin democrat din Ungaria fondat în 2020. A căpătat rapid popularitate când fostul membru de partid al Fidesz Péter Magyar s-a alăutrat formațiunii; membrii mișcării sale „Ridică-te Comunitate Maghiară” au ocupat majoritatea locurilor pentru lista partidului pentru alegerile europarlamentare din 2024, și pe 9 iunie 2024, Tisza a câștigat 7 locuri în Parlamentul European.

## Istorie

### Fondare și nume
Partidul a fost fondat în 2020 de către Attila Szabó și Boldizsár Deák, și a dorit să candideze la alegerile parlamentare din 2022. Partidul a respins fondurile statului și s-a bazat în schimb pe donațiile și averea personală a membrilor săi. Deși a strâns 222.000 de forinți, partidul nu a putut candida la alegerile din acel an.
Numele Tisza a fost format ca un cuvânt telescopat cu primele litere ale lui tisztelet (respect) și szabadság (libertate) care formează numele celui de-al doilea fluviu ca mărime din Ungaria. Numele este folosit ca motiv în campaniile partidelor, actualul lider Magyar făcând adesea referire la el; un slogan popular la mitingurile sale a fost „inundația Tisei vine!”.

### Implicarea lui Péter Magyar
Partidul a rămas relativ inactiv până-n 2024. Péter Magyar, fostul politician Fidesz și fostul soț al fostei ministre a justiției, Judit Varga, a intrat pe scena politică după scandalul grațierilor, în care președintele Katalin Novák a grațiat un bărbat care a încercat să mușamalizeze infracțiuni pedofile. Varga, în calitate de ministru al justiției, a trebuit, de asemenea, să semneze grațierile și, prin urmare, a fost complice la scandal. Magyar a organizat primul său protest pe 15 martie, aniversarea începutului Revoluției Maghiare din 1848. Evenimente au fost organizate atât de guvern, cât și de partidele tradiționale de opoziție, dar demonstrația sa a atras cele mai mari mulțimi.
După aceasta, Magyar a provocat încă un scandal pentru guvern, publicând o înregistrare referitoare la cazul de corupție Schadl-Völner, în care au fost implicați doi înalți funcționari. În înregistrare, fosta sa soție - ministrul Justiției la acea vreme - a recunoscut că documentele referitoare la proces au fost modificate la ordinul guvernului. În timp ce prezenta aceste informații juriului, o mulțime de aproximativ o mie de persoane s-a adunat afară, cerând demisia guvernului.
În martie 2024, Magyar a anunțat că dorește să candideze la alegerile pentru Parlamentul European din 2024. Cu toate acestea, nu și-a putut fonda propriul partid din cauza termenelor limită pentru alegeri și a proceselor de înregistrare. Înainte de anunțul partidului căruia i se va alătura Magyar, sondorii precum Institutul Nézőpont, aliniat cu guvernul, au sugerat că o listă condusă de Magyar ar putea câștiga mai multe locuri și 13% din voturi. În cele din urmă, în aprilie, s-a anunțat că Magyar se va alătura TISZA. A fost ales unul dintre vicepreședinții partidului, precum și candidatul principal pe lista TISZA pentru Parlamentul European. Partidul a ocupat locul al doilea, cu aproape 30% din voturi și 7 locuri; această performanță a fost caracterizată de mass-media ca o provocare la adresa partidului de guvernământ Fidesz al lui Viktor Orbán. Inițial, Magyar nu și-a ocupat locul și spusese că nu o va face în timpul campaniei electorale. El a decis să supună la vot pe site-ul partidului: peste 75% au votat în favoarea ocupării unui loc în Parlament și, ca atare, a fost unul dintre cei 7 europarlamentari TISZA.
În iulie 2024, Magyar a preluat conducerea partidului de la fondatorul Attila Szabó, căruia i s-a acordat în schimb titlul de „președinte de onoare”.

### Sprijin și adunări
În urma rezultatului alegerilor pentru Parlamentul European, TISZA a început să-și construiască bază locală și de membrii, deoarece partidul nu avusese prea mult succes înainte de implicarea lui Magyar. Pentru a-și construi o bază în întreaga țară și pentru a putea concura eficient în mai multe circumscripții rurale la alegerile parlamentare din 2026, partidul a înființat „insulele TISZA”, o rețea de susținători locali și potențiali candidați. În ianuarie 2025, analiza rețelelor de socializare a sugerat că existau 208 „insule”, cu peste 20.000 de membri în total.
Mai mult, Magyar a întreprins acțiuni de presă, cum ar fi traversarea țării cu susținătorii.

### 'Vocea națiunii'
În martie 2025, Magyar a anunțat că va lansa un chestionar informal de „referendum”, adresând participanților 13 (12+1) întrebări. Chestionarul putea fi completat online sau personal și urma să influențeze politica partidului.
Chestionarul a primit 1.137.266 de răspunsuri. Peste 90% dintre respondenți au votat în favoarea majorității întrebărilor, deși ultima întrebare (+1) privind poziția Ucrainei în UE a fost mai controversată, cu 58% votând în favoare. Rezultatele complete sunt următoarele:
| Număr   | Întrebare | Rezultat | Rezultat |      |     |
| Număr   | Întrebare | Da %     | Nu % |      |     |
| ------- | --- | -------- | --- | ---- | --- |
| Număr   | Întrebare | 1        | Sunteți de acord cu introducerea unui card SZÉP pentru pensionari cu o valoare anuală maximă de 200 de mii de forinți, care poate fi folosit pentru alimente, medicamente și îngrijire medicală? | 92.3 | 7.7 |
| 2       | Susțineți reducerea ratei TVA pentru medicamente la 0 procente? | 92.5     | 7.5 |      |     |
| 3       | Sunteți de acord că statul nu ar trebui să utilizeze resursele bugetare pentru a sprijini investițiile private în sistemul de sănătate și ar trebui să aloce anual cel puțin 500 de miliarde de forinți resurse suplimentare pentru dezvoltarea sistemului de sănătate de stat? | 98.3     | 1.7 |      |     |
| 4       | Sunteți de acord cu cheltuirea averii naționale recuperate pentru educație, sănătate și dezvoltare rurală? | 99.3     | 0.7 |      |     |
| 5       | Sunteți de acord ca cota de TVA pentru alimentele sănătoase să fie de maximum 5%? | 98.4     | 1.6 |      |     |
| 6       | Sunteți de acord cu o reducere universală a impozitului pe venitul persoanelor fizice la 9%? | 81.9     | 18.1 |      |     |
| 7       | Sunteți de acord cu reintroducerea sistemului de impozitare kata [unul în care proprietarii de afaceri ar putea plăti un singur impozit simplificat, în loc de mai multe impozite] în fostele zone?                                                                             | 90.7     | 9.3 |      |     |
| 8       | Sunteți de acord cu impunerea unui impozit suplimentar asupra activelor de peste 5 miliarde de forinți? | 96.1     | 3.9 |      |     |
| 9       | Sunteți de acord cu menținerea Ungariei ca membră a Uniunii Europene și a NATO? | 98.7     | 1.3 |      |     |
| 10      | Sunteți de acord că un prim-ministru ar trebui să poată deține funcția doar pentru două mandate, pentru maxim 8 ani? | 96.5     | 3.5 |      |     |
| 11      | Susțineți că administrațiile locale ar trebui să își recâștige competențele, instituțiile și resursele în domeniile educației, sănătății și serviciilor sociale? | 98.8     | 1.2 |      |     |
| 12      | Sunteți de acord ca salariul prim-ministrului să fie de maximum 2,5 milioane de forinți și ca veniturile membrilor parlamentului să fie reduse la jumătate? | 92.1     | 7.9 |      |     |
| 13 (+1) | Susțineți aderarea Ucrainei la Uniunea Europeană? | 58.2     | 41.8 |      |     |

## Ideologie și politici
Înaintea conducerii sale de către Magyar, Tisza a fost un partid conservator mic, care s-a definit ca fiind „lipsit de ideologie”.
Sub conducerea lui Magyar, Partidul Tisza a devenit un partid politic de centru-dreapta și membru al Grupului Partidului Popular European (PPE). Partidul Tisza/Magyar, adesea confundat din cauza dominației Magyar asupra partidului, a fost descris în diverse moduri ca fiind „un partid centrist anti-establishment”, un partid conservator, sau național-conservator.
Magyar a ales Tisza datorită asemănărilor de opinii despre o organizație centristă neutră din punct de vedere ideologic. El a vorbit adesea despre crearea unei „a treia forțe politice” în Ungaria pentru a aboli Sistemul de Cooperare Națională (NER), pe care Fidesz îl folosește pentru a menține controlul asupra societății în ansamblu. El a apărat libertatea de exprimare după ce mai mulți membri au fost concediați din funcțiile lor civile după ce au participat la demonstrații.

### Corupția
Magyar a găzduit multiple proteste împotriva „statului mafiot” și a presupusului NER corupt. Magyar a susținut că guvernul Fidesz și-a îmbogățit aliații și că anumite familii au condus întreaga țară. Partidul a exclus cooperarea cu opoziția, deoarece o consideră complice cu guvernul.
Pentru a opri corupția „la scară industrială”, Magyar dorește să ia măsuri precum aderarea la Parchetul European (EPPO) și independența sistemului judiciar. Aceasta ar veni însoțită de consolidarea controalelor și echilibrului în sistemul politic și de ne-urmărirea penală a oponenților politici.
Partidul a propus, de asemenea, declasificarea dosarelor agenților din epoca comunistă pentru a scoate la iveală câștigurile personale de avere din timpul perioadei rapide de privatizare din anii 1990.

### Democrația
Magyar a cerut ca funcția de președinte al Ungariei să fie aleasă prin vot direct. De asemenea, el s-a angajat să elimine beneficiile pentru foștii președinți.
O politică de lungă durată a Tisza, susținută de Magyar, este de a impune limite pentru mandatele aleșilor, iar partidul a propus organizarea unui referendum pentru a limita mandatul prim-ministrului la maximum 2 mandate (8 ani).

### Economia și serviciile publice
Magyar a declarat că o prioritate principală pentru un eventual guvern Tisza ar fi recuperarea a 20 de miliarde de euro fonduri europene de la Comisia Europeană care au fost înghețate din cauza încălcării repetate a legilor europene din partea guvernului FIdesz. El intenționează să folosească aceste fonduri pentru a „relansa” economia și a ajuta întreprinderile mai mici.
Magyar de asemenea sprijină crearea unor fonduri minime naționale, precum cele privind energia și bunăstarea.

### Politica externă și imigrația
Partidul are poziții pro-europene.
Trisza sprijină poziția guvernului Fidesz de a se opune trimiterii de armament pentru sprijinul pentru Ucraina în războiul ei cu Rusia. Partidul, de asemenea, se opune aderării accelerate a Ucrainei la UE. Orbán a încercat să prezinte partidul ca fiind pro-Ucraina, inclusiv acuzații din partea guvernului că Ucraina folosește partidul lui Magyar pentru a-l submina; cu toate acestea, nu au fost furnizate dovezi care să susțină astfel de afirmații.
Tisza susține reglementări stricte privind migrația, similare cu cele ale guvernului Fidesz, dar a criticat guvernul actual pentru aducerea în țară a mii de lucrători imigranți din afara UE.

## Atacuri împotriva partidului
Partidul a susținut că a fost victima atacurilor și acuzațiilor din partea mai multor personalități și organizații, adesea legate de guvernul Fidesz.

### Vizarea lui Magyar
În mai 2025, a fost adoptată o nouă reglementare care a modificat regulile privind declararea averii, considerată pe scară largă ca fiind o lege ce-l viezează pe Magyar și putând să-i retragă mandatul de europarlamentar.
În iunie 2025 a fost solicitată suspendarea imunității de europarlamentar a lui Magyar în urma mai multor cazuri de urmărire penală împotriva sa, inclusiv cazuri de defăimare intentate de parlamentari (unul din partea Fidesz, unul din partea Mișcării Patria Noastră), despre care acesta susține că sunt motivate politic. Magyar a declarat că va renunța la imunitate dacă guvernul maghiar s-ar alătura EPPO.

### Vizarea partidului în ansamblu
În timpul chestionarului „Vocea națiunii”, au existat mai multe relatări despre atacuri împotriva activiștilor Tisza care ocupau standuri publice, partidul a susținut că acestea au fost instigate de premierul Orbán. De asemenea, Magyar a afirmat că Fidesz ar organiza atacuri asupra propriilor figuri de partid, îmbrăcate în activiști Tisza.
Magyar a susținut că partidul maghiar pentru drepturile minorităților din România, UDMR/RMDSZ, a acționat ca spion pentru Fidesz în Grupul PPE din Parlamentul European.
Partidul a susținut că au existat tentative de șantaj împotriva diverșilor politicieni din Tisza.
În iunie 2025, o platformă informală de voluntari găzduită pe Discord a suferit o încălcare a securității datelor, care a fost dezvăluită presei și a afectat aproximativ 500 de voluntari. Partidul a susținut că aceasta a fost o „campanie de denigrare în stil rusesc”. Serverul Discord a fost închis în urma incidentului.

## Rezultate electorală

### Parlamentul European
| Alegeri | Liderul listei | Voturi    | %          | Locuri | +/− | Grup PE |
| ------- | -------------- | --------- | ---------- | ------ | --- | ------- |
| 2024    | Péter Magyar   | 1,352,699 | 29.60 (#2) | 7 / 21 | Nou | PPE     |

### Adunarea Generală din Budapesta
| Alegeri | Liderul listei | Voturi  | %          | Locuri  | +/− |
| ------- | -------------- | ------- | ---------- | ------- | --- |
| 2024    | Péter Magyar   | 216,609 | 27.34 (#2) | 10 / 33 | Nou |

1. ↑  Magyar nu și-a ocupat locul în Adunarea din Budapesta, așa că primul reprezentant TISZA ales pe listă a fost Eszter Ordas.[82]

## Conducere

### Președinte
| Nr. | Președinte   | Președinte | A preluat funcția | A părăsit funcția | A participat la alegeri | Mandat             |
| --- | ------------ | ---------- | ----------------- | ----------------- | ----------------------- | ------------------ |
| 1   | Attila Szabó |            | 23 octombrie 2020 | 22 iulie 2024     | None                    | 3 ani, 273 de zile |
| 2   | Péter Magyar |            | 22 iulie 2024     | În funcție        | TBD                     | 342 zile           |